# Pachypanchax sakaramyi
Pachypanchax sakaramyi (лат.) — вид тропических пресноводных лучепёрых рыб из семейства аплохеиловых отряда карпозубообразных.

## Описание
Общая длина тела до 9 см. Окраска оранжевая с сильным жёлто-зелёным отливом, сверху тёмная с синим и лиловым отливом. Небольшой спинной и более крупный анальный плавники находятся на хвостовом стебле, один напротив другого.

## Ареал и места обитания
Эндемик севера Мадагаскара. Обитает в мелких водоёмах в верховьях рек Сакарами и Антонгомбато, в двух озёрах национального парка Монтань-д’Амбр и двух ручьях в гористой местности. Населяет участки водоёмов как со слабым, так и с сильным течением, с температурой воды 69—72 °F и pH = 7,2—7,5. Бентопелагическая немигрирующая рыба. В настоящее время исчезла в большинстве исконных мест обитания. Местные жители связывают её исчезновение с хищничеством интродуцированных рыб Poecilia reticulata и Gambusia holbrooki.

## Охрана
Занесена в Красный список МСОП как вид, вымирающий в дикой природе из-за уничтожения мест обитания.